# Nesptah
Nesptah war ein hoher altägyptischer Beamter, der zur Zeit der 26. Dynastie, um 650 v. Chr. unter König Psammetich I. lebte und amtierte. Er hatte mehrere wichtige Ämter inne und stammte aus einer einflussreichen Familie.
Nesptah war der Sohn des Bürgermeisters von Theben, Montuemhat, der am Ende der 25. und am Beginn der 26. Dynastie die Geschicke Oberägyptens lenkte und der eigentliche Herrscher in diesem Teil von Ägypten war, als das Land von den Assyrern erobert worden war (am Ende der 25. Dynastie). Nesptah folgte seinem Vater in zahlreichen Ämtern. Er war auch Bürgermeister von Theben, Vorsteher von Oberägypten, daneben zudem vierter Priester des Amun und Priester des Ptah.
Nesptah ist von einer Reihe von Monumenten bekannt. Sein Sarkophag fand sich im thebanischen Grab TT34 seines Vaters. Er wird des Weiteren auf einer Statuengruppe seines Vaters genannt und auf einer Opfertafel.